# 五丈岩水库
五丈岩水库是中国浙江省金华市磐安县境内的一座水库，位于澄潭江支流夹溪上，建于1980年。水库正常库容为1636万立方米，集雨面积为106平方千米，海拔为479.5米。